# Malonogometni turnir "4 kafića" – Memorijal "Dino Petrinović"
Malonogometni turnir "4 kafića" – Memorijal "Dino Petrinović", skraćeno 4 kafića, je malonogometni revijalni i humanitarni turnir koji se originalno održavao u Splitu.

## O turniru
Turnir je pokrenut na poticaj poznatog nogometaša Ivice Mornara 2002. godine. Održavao se u Športskom centru Gripe na blagdan sv. Stjepana, 26. prosinca. Podijeljeni u četiri momčadi splitskih ugostiteljskih objekata, sudjelovali su poznati regionalni sportaši i javne osobe. Prihod od manifestacije namijenjen je Centru za rehabilitaciju MIR u Rudinama u Kaštel Novom. Od 2006. godine turnir je memorijalni, u spomen na stradalog Dina Petrinovića, vlasnika jednog od kafića. 
Po uzoru na ovaj, slični prigodni turniri organizirani su u Sinju, Makarskoj,
Čibači, Ljubuškom, Dubrovniku, Kaštelima, Osijeku,
Čazmi, Zadru i drugima. Izdanje turnira za 2022. godinu je najavljeno kao posljednje u Splitu.

## Dosadašnja izdanja (Split)
| godina | dvorana                                | pobjednik                              | drugoplasirani                         | polufinalisti                          | napomene                               | izvori                      |
| ------ | -------------------------------------- | -------------------------------------- | -------------------------------------- | -------------------------------------- | -------------------------------------- | --------------------------- |
| 2002.  | ŠC Gripe – Mala dvorana                | Opatija                                | Go-Go                                  | Stellon Albatros                       |                                        | [ 14 ] [ 15 ]               |
| 2003.  | ŠC Gripe – Velika dvorana              | Go-Go                                  | Opatija                                | Stellon Albatros                       |                                        | [ 14 ] [ 15 ]               |
| 2004.  | ŠC Gripe – Velika dvorana              | Latino                                 | Equador                                | Albatros Opatija                       |                                        | [ 14 ] [ 15 ]               |
| 2005.  | ŠC Gripe – Velika dvorana              | CB Albatros 24 Sata                    | Tropic Club Equador                    | CB Vanilla CB Latino                   |                                        | [ 14 ] [ 15 ]               |
| 2006.  | ŠC Gripe – Velika dvorana              | CB Albatros                            | Tropic Club Equador                    | CB Vanilla Plava Kava                  |                                        | [ 14 ] [ 15 ] [ 1 ]         |
| 2007.  | ŠC Gripe – Velika dvorana              | Plava Kava                             | Masters                                | Tropic Club Equador Vanilla            |                                        | [ 14 ] [ 15 ]               |
| 2008.  | ŠC Gripe – Velika dvorana              | Club Vanila                            | Masters                                | Tropic Club Equador Plava Kava         |                                        | [ 14 ] [ 15 ] [ 16 ]        |
| 2009.  | Spaladium Arena                        | Stella Mares                           | Plava Kava                             | Vanilla Tropic Club Equador            |                                        | [ 14 ] [ 15 ] [ 17 ]        |
| 2010.  | Spaladium Arena                        | Caffe Disco Kauri                      | Tropic Club Equador                    | Club Vanilla Stella Mares              |                                        | [ 14 ] [ 18 ] [ 19 ] [ 15 ] |
| 2011.  | Spaladium Arena                        | Club Vanilla                           | Tropic                                 | Kauri Bobis                            |                                        | [ 15 ] [ 20 ]               |
| 2012.  | ŠC Gripe – Velika dvorana              | Tropic                                 | Tempera                                | Kauri Vanilla                          |                                        | [ 21 ] [ 15 ] [ 22 ]        |
| 2013.  | ŠC Gripe – Velika dvorana              | Kauri                                  | Tempera                                | Vanilla Tropic                         |                                        | [ 15 ] [ 23 ]               |
| 2014.  | ŠC Gripe – Velika dvorana              | Kauri                                  | Tempera                                | Tropic Baoli                           |                                        | [ 15 ] [ 24 ]               |
| 2015.  | ŠC Gripe – Velika dvorana              | Kauri                                  | Vanilla                                | Tempera Baoli                          |                                        | [ 15 ] [ 25 ] [ 26 ] [ 27 ] |
| 2016.  | ŠC Gripe – Velika dvorana              | Tropic                                 | Baoli                                  | Tempera Kauri                          |                                        | [ 15 ] [ 28 ] [ 29 ] [ 30 ] |
| 2017.  | ŠC Gripe – Velika dvorana              | Tropic                                 | Camel                                  | Tempera Kauri                          |                                        | [ 15 ] [ 31 ]               |
| 2018.  | ŠC Gripe – Velika dvorana              | Kauri                                  | Tennis                                 | Tropic Camel                           |                                        | [ 15 ] [ 32 ] [ 33 ]        |
| 2019.  | ŠC Gripe – Velika dvorana              | Tennis                                 | Kauri                                  | Camel Vanilla                          |                                        | [ 34 ] [ 15 ] [ 35 ]        |
| 2020.  | turnir otkazan radi pandemije COVID-19 | turnir otkazan radi pandemije COVID-19 | turnir otkazan radi pandemije COVID-19 | turnir otkazan radi pandemije COVID-19 | turnir otkazan radi pandemije COVID-19 | [ 15 ] [ 36 ]               |
| 2021.  | ŠC Gripe – Velika dvorana              | Kauri                                  | Vivas                                  | Camel Antique                          |                                        | [ 37 ] [ 15 ]               |
| 2022.  | ŠC Gripe – Velika dvorana              | Kauri                                  | Antique & Duje                         | Camel Vivas                            |                                        | [ 38 ] [ 39 ]               |

## Monografija i dokumentarni film
- Tomislav Gabelić: Četiri kafića : deset godina, Split, 2011. ISBN 978-953-56961-0-0
- Mali balun – veliki prijatelji (2011.), dokumentarni film Vladimira Dugandžića i Tomislava Gabelića[40]

## Vanjske poveznice
- Malonogometni turnir "4 kafića" – Memorijal "Dino Petrinović", facebook stranica
- jusos.hr, JAVNA USTANOVA ŠPORTSKI OBJEKTI SPLIT, Turnir 4.kafića